# Rabasan (Camplong)
Rabasan is een bestuurslaag in het regentschap Sampang van de provincie Oost-Java, Indonesië. Rabasan telt 5777 inwoners (volkstelling 2010).